# Audnedal
Audnedal é uma antiga comuna da Noruega, com 254 km² de área e 1568 habitantes (censo de 2004).         